# Ricardo Galandi
Ricardo Galandi (* 18. Mai 1989 in Frankfurt, Oder) ist ein deutscher Volleyballspieler.

## Karriere
2001 – im Alter von 12 Jahren – wurde Ricardo Galandi während des Schulsports von einem Volleyballtrainer gesichtet und für die Jugendabteilung des SCC Berlin geworben. Dort wurde er unter anderem Vize-Meister mit der C- und B-Jugend. Zwischen 2005 und 2009 spielte er beim Jugendprojekt VC Olympia Berlin des DVV. Dort empfahl er sich auch für die Jugend- und Juniorennationalmannschaft, für die er mehrfach an internationalen Wettbewerben teilnahm. Im November 2007 gab Ricardo Galandi auf Grund eines Doppelspielrechts sein Erstliga-Debüt für den SCC Berlin gegen rhein-main volley und verwandelte den Matchball zum 3:0-Endstand. 2009 absolvierte er sein Abitur am Coubertin-Gymnasium im Europasportpark Berlin. Zur Saison 2009/10 wechselte Ricardo Galandi zur Bundesliga-Abteilung des SCC Berlin, wo er 2011 Deutscher Vizemeister wurde. Im selben Jahr war er in den Ranglisten des deutschen Volleyballs vertreten und belegte den ersten Platz in der Aufschlagseffizienz-Rangliste der Deutschen Volleyball-Liga. 2012 und 2013 konnte der Mittelblocker mit Berlin den Deutschen Meistertitel erringen. Danach beendete Galandi zunächst seine aktive Volleyballkarriere, wechselte in den Polizeidienst und übernahm eine Trainerstelle beim VSV Havel Oranienburg.
Seit 2017 ist Galandi wieder aktiv beim PSV Neustrelitz, mit dem er 2020 in die zweite Bundesliga Nord aufstieg.